# Shelley Segal
Shelley Segal (née le 4 avril 1987) est une chanteuse et compositrice australienne. Elle est surtout connue pour la musique aux thèmes profanes, notamment son album de 2011, An Atheist Album. Elle a fait des tournées en Australie, au Royaume-Uni, à Hong Kong, en Chine et aux États-Unis et a participé à de nombreux événements athées / laïques, notamment le Reason Rally, la conférence de l'American Humanist Association, le California Free Thought Day, la Convention athée mondiale, ReAsonCon, Passerelle to Reason, et Reasonfest. Son premier single, "Sauvée" ("Saved"), est actuellement utilisé comme thème d'ouverture par la webémission et l'émission de télévision par câble The Atheist Experience.

## Biographie
Shelley Segal est né à Melbourne, en Australie. Elle a été élevée dans une maison juive traditionnelle. À l'âge de 11 ans, Shelley Segal a commencé à chanter dans le groupe de son père et à écrire ses propres chansons. Elle se considère comme athée vers l'âge de 18 ans. Shelley Segal a commencé à voir la religion plus négativement du fait de la ségrégation sexuelle dans les synagogues juives orthodoxes. Elle se considère également comme humaniste.

### Carrière
Shelley Segal a sorti son premier enregistrement, Shelley Segal EP, en 2009. Il est composé de chansons écrites par Segal entre 15 et 21 ans.
En 2011, Shelley Segal a sorti son album Un album athée (An Atheist Album). Elle dit qu'elle l'a créé « d'abord pour exprimer ma réponse honnête [au débat entre les visions du monde religieuses et laïques] ». Il contient les chansons suivantes :
- "Apocalyptic Love Song" (sur l'insignifiance humaine et le fait de trouver un sens à la vie, dédié à Christopher Hitchens),
- "Afterlife" (sur les impacts de croire en un au-delà),
- "House With No Walls" (sur les personnes qui créent des croyances personnelles uniques lorsqu'elles ne sont pas entièrement d'accord avec la doctrine religieuse et sur le fait de ne pas remettre en question ses croyances),
- "Gratitude" (pour apprécier et être reconnaissant pour la vie sans croyance religieuse),
- "Saved" (sur le concept de tourment éternel et ceux qui l'utilisent comme outil évangélique). Ce fut le premier single de Shelley Segal; il est actuellement utilisé comme thème d'ouverture de l'émission Web et de la télévision par câble, The Atheist Experience[5],
- "I Don't Believe In Fairies" (sur le manque de preuves dans le domaine du surnaturel),
- "Eve" (sur la misogynie dans la Bible).

Shelley Segal a co-écrit et chanté sur Chemistry de Carl Cox.
En 2013, Shelley Segal part en tournée avec le guitariste Adam Levy et sort l'album Little March en collaboration avec lui. Les chansons de l'album parlent d'amour et de relations,,.
Elle a sorti son album An Easy Escape en 2014. La chanson d'inspiration reggae Morocco de cet album est devenue controversée au Maroc. Sa chanson basée sur ses expériences de voyage au Maroc a fait réagir du fait des références à la consommation de drogues au Maroc. Le site d'information marocain Afriquinfos affirme que la chanson a « dénoncé le royaume [du Maroc] ». A propos de la chanson, Shelley Segal a déclaré à Fairfax Media : « C'est juste pour constater cette situation en tant que touriste, et pour s'amuser, et pour échapper à mes problèmes, en contraste avec certains problèmes auxquels les populations locales sont confrontées et qui se demandent quelle est leur place ici ... et ce j'ai vraiment comme problèmes par rapport à eux ».
En 2015, elle a sorti son EP Strange Feeling. Sa chanson Sidelined, issue de cet album, a été finaliste du concours Unsigned Only 2016,.
En 2016, elle déménage à Los Angeles.

## Discographie
- Shelley Segal EP (2009)
- An Atheist Album (2011), True Music
- Little March (2013) avec Adam Levy, True Music
- An Easy Escape (2014), True Music
- Strange Feeling EP (2015) [20]
- Holy EP (2019)

### Singles
- Saved (2011)
- Chemistry (2011) avec Carl Cox
- Begin Again (2017)
- Sparks Are Flying (2021) avec Prince Chapelle et Dominic Vos